# Ráztoka (Wysoki Jesionik)
Ráztoka – szczyt (góra) o wysokości 1033 m n.p.m. (podawana jest też wysokość 1032 m n.p.m. ) w paśmie górskim Wysokiego Jesionika (cz. Hrubý Jeseník), w północno-wschodnich Czechach, w Sudetach Wschodnich, na Morawach, w obrębie gminy Malá Morávka, oddalony o około 4,2 km na południowy wschód od szczytu góry Pradziad (cz. Praděd). Rozległość szczytu wraz ze stokami (powierzchnia stoków) szacowana jest na około 176 hektarów, a średnie nachylenie wszystkich stoków wynosi około 14°.

## Charakterystyka

### Lokalizacja
Góra Ráztoka położona jest nieco na południowy wschód od centrum pasma Wysokiego Jesionika, leżąca  w części Wysokiego Jesionika, nieco na wschód od centrum obszaru (mikroregionu) o nazwie Masyw Pradziada (cz. Pradědská hornatina) na bocznej gałęzi jego grzbietu głównego (grzebieniu), ciągnącego się od przełęczy Červenohorské sedlo do przełęczy Skřítek. Jest górą bardzo słabo rozpoznawalną, ponieważ na wielu mapach nie naniesiono jej nazwy  , a nawet nie zaznaczono jej lokalizacji  . Z uwagi na zalesienie bardzo trudno dostrzegalna nawet z bliskiej odległości. Jest górą niewidoczną m.in. z drogi okalającej połać szczytową góry Pradziad (przysłonięta wypukłością stoku góry Vysoká hole) czy też z innego charakterystycznego punktu widokowego – z drogi okalającej szczyt góry Dlouhé stráně, bo przysłania ją Kamzičník.
Górę ograniczają: od północnego zachodu przełęcz o wysokości 1028 m n.p.m. w kierunku szczytu Vysoka hole–JZ, od wschodu dolina rzeki Moravice oraz od południa dolina nienazwanego potoku, będącego dopływem rzeki Moravice. W otoczeniu góry znajdują się następujące szczyty: od północnego wschodu Temná, od południowego wschodu Skály pod Kopřivnou, Kopřivná–SZ i Malý Máj, od południowego zachodu Malý Máj–SZ, od zachodu Velký Máj oraz od północnego zachodu Kamzičník, Vysoká hole–JZ i Vysoká hole.  

### Stoki

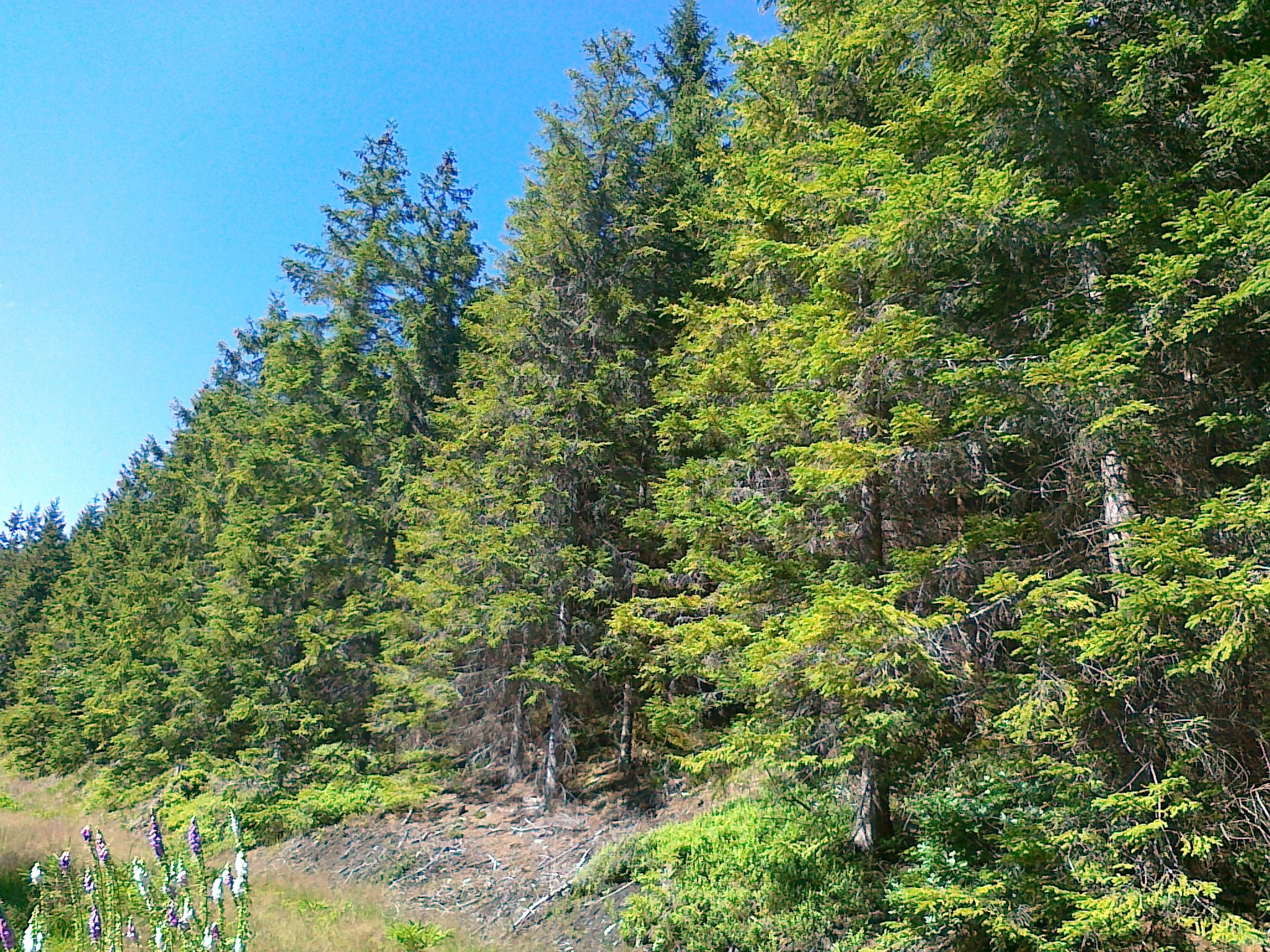
Widok na stok południowy góry Ráztoka (2023 rok)

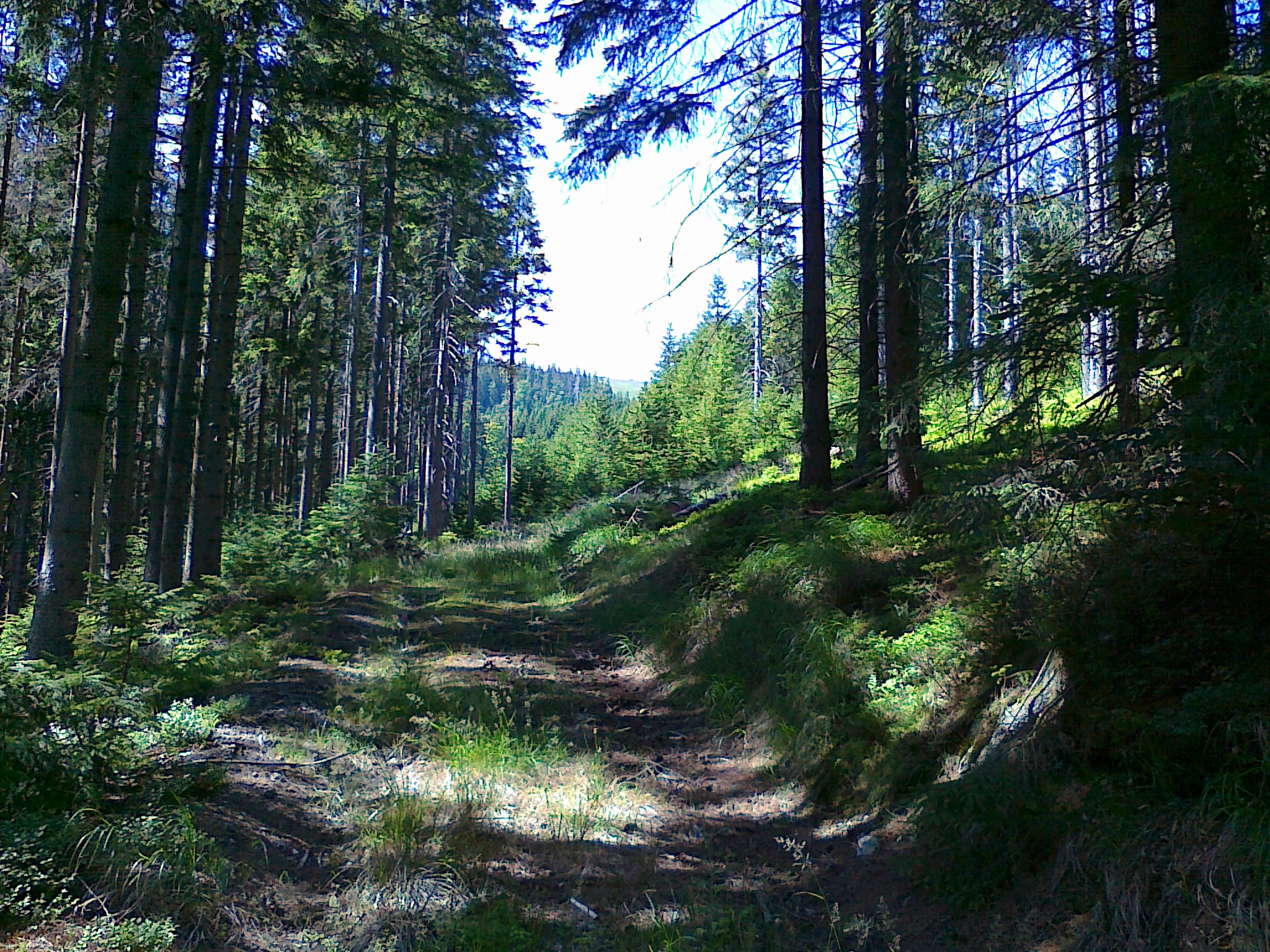
Droga u podnóża stoku południowego góry Ráztoka (2023 rok)

W obrębie góry można wyróżnić trzy następujące zasadnicze stoki:
- południowo-wschodni o nazwie Ráztoka, ciągnący się wzdłuż grzbietu głównego – od szczytu do ujścia nienazwanego potoku do rzeki Moravice
- wschodni, ciągnący się od szczytu do doliny rzeki Moravice
- południowy, ciągnący się od szczytu do doliny nienazwanego potoku, będącego dopływem rzeki Moravice

Wszystkie stoki są zalesione tylko gęstym borem świerkowym, z występującymi u podnóży stoków południowo-wschodniego i południowego nielicznymi polanami. U podnóża stoku południowego oraz na grzbiecie głównym góry, blisko podnóża stoku południowo-wschodniego występują skaliska. 
Stoki mają stosunkowo jednolite i mało zróżnicowane nachylenia. Średnie nachylenie stoków waha się bowiem od 20° (stok wschodni) do 12° (stok południowo-wschodni). Średnie nachylenie wszystkich stoków góry (średnia ważona nachyleń stoków) wynosi około 14°. Maksymalne średnie nachylenie stoku wschodniego, na wysokościach około 975 m n.p.m., na odcinku 50 m nie przekracza 30°. U podnóży stoków wschodniego i południowego przebiegają nieliczne drogi, a na stokach nieliczne nieoznakowane ścieżki.

### Szczyt

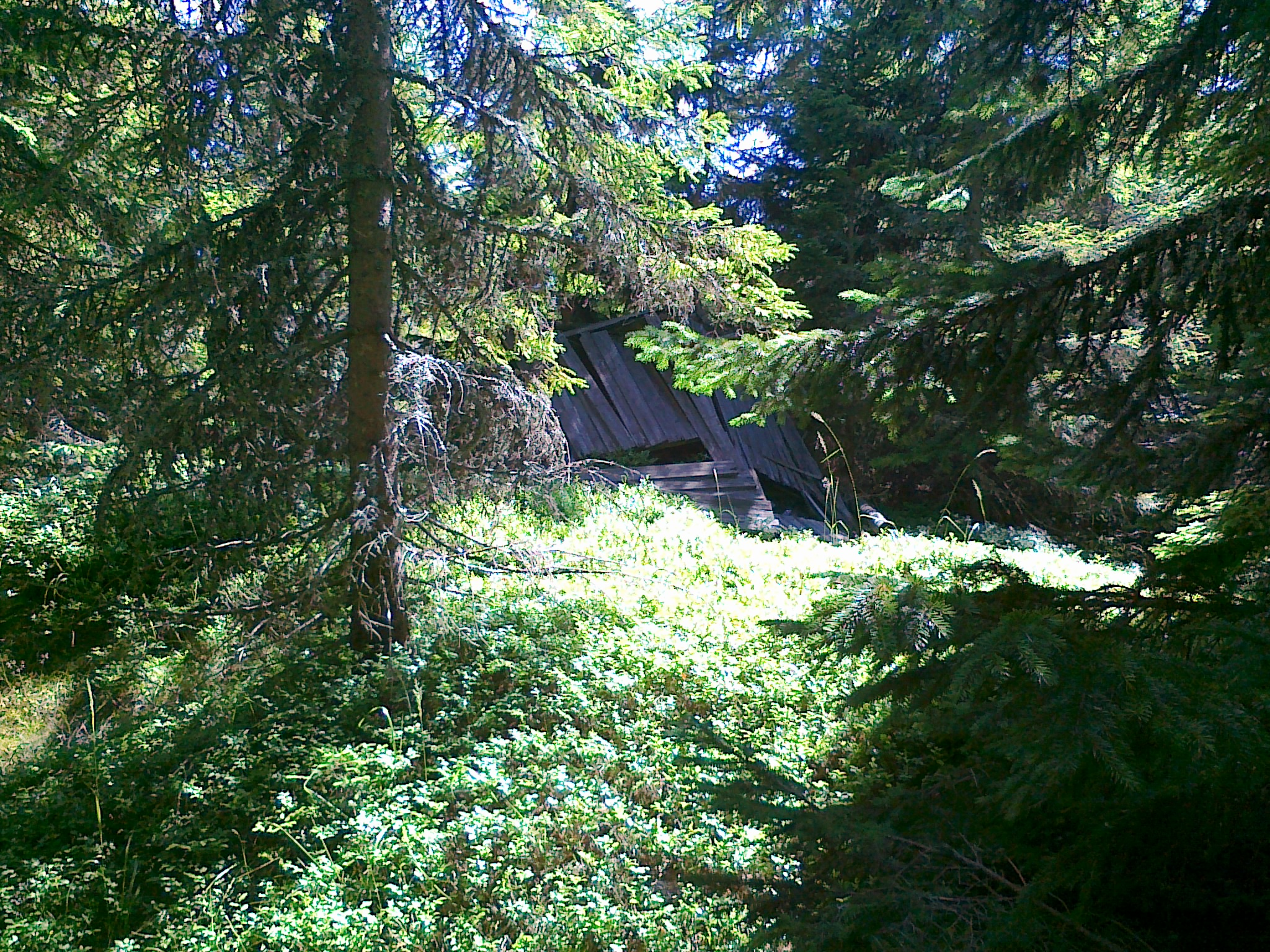
Pozostałości altany widokowej przy skalisku szczytowym góry Ráztoka (2023 rok)

Ráztoka jest szczytem pojedynczym. Na szczyt nie prowadzi żaden znakowany szlak turystyczny. Na szczycie znajduje się skalisko otoczone borem świerkowym oraz pokryte wokół bardzo popularną rośliną Wysokiego Jesionika – borówką czarną. Przy skalisku znajdują się drewniane pozostałości istniejącej niewielkiej altany widokowej. Przez połać szczytową przebiega główna ścieżka grzbietowa, biegnąca od przełęczy (w kierunku szczytu Vysoká hole–JZ), na której znajdują się bruzdy ziemne. Skalisko szczytowe z uwagi na zalesienie nie jest punktem widokowym. Na połaci szczytowej nie ma punktu geodezyjnego . Państwowy urząd geodezyjny o nazwie (cz. Český úřad zeměměřický a katastrální (CÚZK)) w Pradze podaje jako najwyższy punkt – szczyt – o wysokości 1032,8 m n.p.m. i współrzędnych geograficznych (50°02′49,7″N 17°14′55,2″E/50,047139 17,248667).
Dojście do szczytu jest trudne, prowadzi nieoznakowaną drogą z osady Karlov pod Pradedem oraz biegnącej u podnóża stoku południowego drogi, z której należy orientacyjnie dotrzeć do przełęczy w kierunku szczytu Vysoká hole–JZ, a następnie po odnalezieniu ścieżki grzbietowej przebyć orientacyjnie odcinek o długości około 75 m dochodząc do skaliska szczytowego. Dochodząc do szczytu trzeba się liczyć z tym, że przejście drogą u podnóża stoku południowego jest trudne, bowiem przez płynący tam nienazwany potok, będący dopływem rzeki Moravice nie umieszczono kładki czy też nie zbudowano nawet niewielkiego mostku.

### Geologia
Pod względem geologicznym masyw góry Ráztoka należy do jednostki określanej jako warstwy vrbneńskie i zbudowany jest ze skał metamorficznych: głównie fyllitów z grafitem (biotytów, chlorytów), łupków łyszczykowych i łupków zieleńcowych.

### Wody
Grzbiet główny (grzebień) góry Pradziad, biegnący od przełęczy Skřítek do przełęczy Červenohorské sedlo oraz dalej do przełęczy Ramzovskiej (cz. Ramzovské sedlo) jest częścią granicy Wielkiego Europejskiego Działu Wodnego, dzielącej zlewiska Morza Bałtyckiego i Morza Czarnego . 
Szczyt wraz ze stokami położony jest na południowy wschód od tej granicy, należy więc do zlewni Morza Bałtyckiego, do którego płyną wody m.in. z dorzecza Odry, będącej przedłużeniem płynących z tej części Wysokiego Jesionika rzek (Moravice) i górskich potoków. Na stokach nie płyną jakiekolwiek potoki oraz nie ma tam również źródeł. Z uwagi na stosunkowo łagodne nachylenia stoków, w obrębie góry nie występują m.in. wodospady czy kaskady.

## Ochrona przyrody
Cała góra znajduje się w obrębie wydzielonego obszaru objętego ochroną o nazwie Obszar Chronionego Krajobrazu Jesioniki (cz. Chráněná krajinná oblast (CHKO) Jeseníky), a utworzonego w celu ochrony utworów skalnych, ziemnych i roślinnych oraz rzadkich gatunków zwierząt. Na stokach nie utworzono żadnych rezerwatów przyrody czy pomników przyrody oraz nie wytyczono tam również żadnych ścieżek dydaktycznych. 

## Turystyka
Na górze Ráztoka nie ma żadnego schroniska turystycznego lub hotelu górskiego. Do najbliższej miejscowości Malá Morávka z bazą turystyczną hoteli i pensjonatów jest od szczytu około 5,6 km w kierunku południowo-wschodnim oraz do części tej miejscowości, osady Karlov pod Pradědem około 3 km od szczytu w kierunku południowo-wschodnim. Ponadto do miejscowości uzdrowiskowej Karlova Studánka z bazą hoteli i pensjonatów jest od szczytu około 5,1 km w kierunku północno-wschodnim oraz do bazy turystycznej wokół góry Pradziad jest od szczytu około 3,5 km w kierunku północno-zachodnim, gdzie położone są następujące hotele górskie i schroniska turystyczne:
- na wieży Pradziad: hotel Praděd oraz na stoku góry Pradziad hotele górskie: Kurzovní chata i schronisko Barborka
- na stoku góry Petrovy kameny hotele górskie: Ovčárna i Figura oraz schronisko Sabinka

### Szlaki turystyczne, rowerowe i trasy narciarskie
Klub Czeskich Turystów (cz. Klub Českých Turistů) nie wytyczył w obrębie góry żadnego szlaku turystycznego czy szlaku rowerowego. Z tego względu góra ma bardzo ograniczone znaczenie turystyczne. W obrębie góry nie poprowadzono też żadnej trasy narciarstwa biegowego, ani żadnej trasy narciarstwa zjazdowego.